# Halgerda
Halgerda (Bergh, 1880) è un genere di molluschi nudibranchi della famiglia Discodorididae.

## Tassonomia
Il genere comprende le seguenti specie:
- Halgerda abyssicola Fahey & Gosliner, 2000
- Halgerda albocristata Gosliner & Fahey, 1998
- Halgerda aurantiomaculata (Allan, 1932)
- Halgerda azteca Fahey & Gosliner, 2000
- Halgerda bacalusia Fahey & Gosliner, 1999
- Halgerda batangas Carlson & Hoff, 2000
- Halgerda brunneomaculata Carlson & Hoff, 1993
- Halgerda brycei Fahey & Gosliner, 2001
- Halgerda carlsoni Rudman, 1978
- Halgerda dalanghita Fahey & Gosliner, 1999
- Halgerda diaphana Fahey & Gosliner, 1999
- Halgerda dichromis Fahey & Gosliner, 1999
- Halgerda elegans Bergh, 1905
- Halgerda fibra Fahey & Gosliner, 2000
- Halgerda formosa Bergh, 1880 - specie tipo
- Halgerda graphica Basedow & Hedley, 1905
- Halgerda guahan Carlson & Hoff, 1993
- Halgerda gunnessi Fahey & Gosliner, 2001
- Halgerda indotessellata Tibiriçá, Pola & Cervera, 2018
- Halgerda iota Yonow, 1994
- Halgerda jennyae Tibiriçá, Pola & Cervera, 2018
- Halgerda johnsonorum Carlson & Hoff, 2000
- Halgerda leopardalis Tibiriçá, Pola & Cervera, 2018
- Halgerda malesso Carlson & Hoff, 1993
- Halgerda maricola Fahey & Gosliner, 2001
- Halgerda meringuecitrea Tibiriçá, Pola & Cervera, 2018
- Halgerda mozambiquensis Tibiriçá, Pola & Cervera, 2018
- Halgerda nuarrensis Tibiriçá, Pola & Cervera, 2018
- Halgerda okinawa Carlson & Hoff, 2000
- Halgerda onna Fahey & Gosliner, 2001
- Halgerda orientalis Lin, 1991
- Halgerda orstomi Fahey & Gosliner, 2000
- Halgerda paliensis (Bertsch & Johnson, 1982)
- Halgerda punctata Farran, 1902
- Halgerda stricklandi Fahey & Gosliner, 1999
- Halgerda terramtuentis Bertsch & S. Johnson, 1982
- Halgerda tessellata (Bergh, 1880)
- Halgerda theobroma Fahey & Gosliner, 2001
- Halgerda toliara Fahey & Gosliner, 1999
- Halgerda wasinensis Eliot, 1904
- Halgerda willeyi Eliot, 1904
- Halgerda xishaensis G.-Y. Lin, 1975